# Eudistoma viride
Eudistoma viride är en sjöpungsart som beskrevs av Takasi Tokioka 1955. Eudistoma viride ingår i släktet Eudistoma och familjen Polycitoridae. Inga underarter finns listade i Catalogue of Life.